# Nicorești
Nicorești es una comuna ubicada en el distrito de Galați, Rumania.

## Superficie
Posee una superficie de 67,72 kilómetros cuadrados.

## Demografía
Hasta 2021 la población era de 4037 habitantes, con una densidad de población de 59,61 habitantes por kilómetro cuadrado.